# Esaclorobenzene
L'esaclorobenzene, noto anche come perclorobenzene, è un composto organico derivato da un anello di benzene policlorurato, ovvero in cui tutti gli atomi di idrogeno sono sostituiti dal cloro. Viene ottenuto per clorurazione del benzene in presenza di FeCl3 a temperatura di circa 230 °C, o alternativamente per decomposizione termica dell'esaclorocicloesano in presenza di cloro.
Si presenta sotto forma di solido bianco ed è insolubile in acqua, poco solubile in etanolo e solubile in solventi apolari quali cloroformio ed etere.

## Utilizzo
L'esaclorobenzene negli anni 50 era utilizzato come carburante.L'esaclorobenzene era utilizzato come fungicida nel trattamento dei semi ed era anche impiegato come preservante del legno. È stato proibito su scala mondiale dalla Convenzione di Stoccolma sugli inquinanti organici persistenti. Rappresenta un sottoprodotto della sintesi di alcuni composti chimici e di altri fitofarmaci.

## Tossicità
L'esaclorobenzene è considerato essere un probabile cancerogeno per gli esseri umani e può dare bioaccumulo entrando nella catena alimentare. Studi di cancerogenicità sugli animali hanno riportato un aumento di incidenza di tumori al fegato, reni, e alla tiroide. L'esposizione acuta può causare irritazione a occhi, pelle e tratto respiratorio, mentre l'esposizione cronica causa malattia epatica con lesioni cutanee associate (porfiria cutanea tarda). L'EPA ha stabilito, in base a dati relativi all'effetto epatico riscontrato sui ratti, una dose orale di riferimento pari a 8·10−4 milligrammi per chilogrammo die onde evitare l'insorgenza di effetti cronici.
Studi su animali ed esseri umani hanno dimostrato che l'esaclorobenzene è in grado di attraversare la placenta accumulandosi nel tessuto fetale, inoltre si riscontra anche nel latte materno.